# Collegio uninominale Emilia-Romagna - 08 (Senato della Repubblica)
Il collegio elettorale uninominale Emilia-Romagna - 08 è stato un collegio elettorale uninominale della Repubblica Italiana per l'elezione del Senato tra il 2017 ed il 2022.

## Territorio
Come previsto dalla legge elettorale italiana del 2017, il collegio era stato definito tramite decreto legislativo all'interno della circoscrizione Emilia-Romagna.
Era formato dal territorio di 85 comuni: Agazzano, Albareto, Alseno, Bardi, Bedonia, Berceto, Besenzone, Bettola, Bobbio, Bore, Borgo Val di Taro, Borgonovo Val Tidone, Busseto, Cadeo, Calendasco, Calestano, Caminata, Caorso, Carpaneto Piacentino, Castel San Giovanni, Castell'Arquato, Castelvetro Piacentino, Cerignale, Coli, Collecchio, Compiano, Corniglio, Corte Brugnatella, Cortemaggiore, Farini, Felino, Ferriere, Fidenza, Fiorenzuola d'Arda, Fontanellato, Fontevivo, Fornovo di Taro, Gazzola, Gossolengo, Gragnano Trebbiense, Gropparello, Langhirano, Lesignano de' Bagni, Lugagnano Val d'Arda, Medesano, Monchio delle Corti, Montechiarugolo, Monticelli d'Ongina, Morfasso, Neviano degli Arduini, Nibbiano, Noceto, Ottone, Palanzano, Pecorara, Pellegrino Parmense, Piacenza, Pianello Val Tidone, Piozzano, Podenzano, Polesine Zibello, Ponte dell'Olio, Pontenure, Rivergaro, Rottofreno, Sala Baganza, Salsomaggiore Terme, San Giorgio Piacentino, San Pietro in Cerro, Sarmato, Solignano, Soragna, Terenzo, Tizzano Val Parma, Tornolo, Traversetolo, Travo, Valmozzola, Varano de' Melegari, Varsi, Vernasca, Vigolzone, Villanova sull'Arda, Zerba, Ziano Piacentino.
Il collegio era parte del collegio plurinominale Emilia-Romagna - 02.

## Eletti
| Elezione | Elezione | Senatore      | Partito |
| -------- | -------- | ------------- | ------- |
|          | 2018     | Pietro Pisani | Lega    |

## Dati elettorali

### XVIII legislatura
Come previsto dalla legge elettorale, 116 senatori erano eletti con sistema a maggioranza relativa in altrettanti collegi uninominali a turno unico.
| Candidati              | Candidati               | Voti    | %     | Liste                           | Voti    | %     |
| ---------------------- | ----------------------- | ------- | ----- | ------------------------------- | ------- | ----- |
|                        | Pietro Pisani ✔️ Eletto | 115 938 | 46,00 | Lega                            | 69 251  | 27,48 |
| Forza Italia           | Pietro Pisani ✔️ Eletto | 115 938 | 46,00 | 32 163                          | 12,76   |       |
| Fratelli d'Italia      | Pietro Pisani ✔️ Eletto | 115 938 | 46,00 | 12 902                          | 5,12    |       |
| Noi con l'Italia - UDC | Pietro Pisani ✔️ Eletto | 115 938 | 46,00 | 1 622                           | 0,64    |       |
|                        | Pierluigi Baronio       | 59 932  | 23,78 | Movimento 5 Stelle              | 59 932  | 23,78 |
|                        | Paola Gazzolo           | 55 612  | 22,07 | Partito Democratico             | 46 732  | 18,54 |
| +Europa                | Paola Gazzolo           | 55 612  | 22,07 | 6 283                           | 2,49    |       |
| Italia Europa Insieme  | Paola Gazzolo           | 55 612  | 22,07 | 1 383                           | 0,55    |       |
| Civica Popolare        | Paola Gazzolo           | 55 612  | 22,07 | 1 214                           | 0,48    |       |
|                        | Alessandro Ghisoni      | 8 922   | 3,54  | Liberi e Uguali                 | 8 922   | 3,54  |
|                        | Massimo Penso           | 2 696   | 1,07  | CasaPound                       | 2 696   | 1,07  |
|                        | Nicoletta Ariosi        | 2 472   | 0,98  | Potere al Popolo!               | 2 472   | 0,98  |
|                        | Donatella Giuriola      | 2 289   | 0,91  | Partito Comunista               | 2 289   | 0,91  |
|                        | Giovanni Pietro Zoncat  | 1 762   | 0,70  | Italia agli Italiani            | 1 762   | 0,70  |
|                        | Vittorio Melandri       | 1 166   | 0,46  | Il Popolo della Famiglia        | 1 166   | 0,46  |
|                        | Giovanni Bruno          | 583     | 0,23  | Destre Unite - Forconi          | 583     | 0,23  |
|                        | Orietta Piazza          | 357     | 0,14  | Per una Sinistra Rivoluzionaria | 357     | 0,14  |
|                        | Monica Castagnetti      | 302     | 0,12  | PRI - ALA                       | 302     | 0,12  |
| Totale                 | Totale                  | 252 031 | 100   |                                 | 252 031 | 100   |
|                        |                         |         |       |                                 |         |       |
| Voti non validi        | Voti non validi         | 7 578   | 2,92  |                                 |         |       |
| Votanti                | Votanti                 | 259 609 | 75,29 |                                 |         |       |
| Elettori               | Elettori                | 344 826 |       |                                 |         |       |